# Особняк адвоката Далгата
Особняк адвоката Далгата — памятник архитектуры во Владикавказе, Северная Осетия. Выявленный объект культурного наследия России. Находится в историческом центре города в Иристонском районе на углу улиц Максима Горького, д. 45 и Фрунзе, д. 18.
Ближайшие объекты культурного наследия по улице Максима Горького: д. 43 — Дом-гостиница католического прихода и д. 46 — Дом Шанаева.
Здание из красного кирпича в стиле модерн построено в 1910 году по проекту городского архитектора Е. И. Дескубеса для адвоката и общественного деятеля Башира Далгата, который был автором первой конституции советского Дагестана и первого даргинского букваря.
Цоколь имеет подвальные окна с оригинальными решётчатыми ограждениями. В планировке дома выделены гостиная и жилая часть здания. Во дворе находилась конюшня с хозяйственными постройками. Первоначальный вид здания был изменён в советское время.
В настоящее время в здании находятся ясли.